# Bebrava
Bebrava – rzeka w zachodniej Słowacji. Wznosi się w Górach Strażowskich, w pobliżu miejscowości Čierna Lehota, płynie najpierw na południowy zachód, po około 10 km skręca na południe, przepływa przez Bánovce nad Bebravou, by ostatecznie wpaść do rzeki Nitra w pobliżu Topolczan. Ma 47 kilometrów (dokładnie 46,68 km) długości, a jej rozmiar dorzecza to 631 km² (dokładnie 630,540).